# Wilhelm Tappert
Wilhelm Tappert (19. februar 1830 — 27. oktober 1907) var en tysk musikforfatter, der også optrådte som komponist af sange og klaveretuder.
Tappert var oprindelig skolelærer, men gik 1856 ganske over til musikken, i hvis teori han fik Dehn til lærer. I en lang årrække levede Tappert, der stod Richard Wagner og hans kreds nær, i Berlin som musiklærer, forfatter og fag- og dagbladskritiker. Han havde særlig fortjeneste af sine samlinger af og studier over luttabulatur.
I øvrigt har han udgivet skrifter som Musikalische Studien, Richard Wagner, Wagner-Lexikon, Wörterbuch der Unhöflichkeit (en kuriøs samling af "grove, hånende, hadefulde og bagtaleriske" udtryk, brugt om og mod Wagner, 2. oplag 1903), Wandernde Melodien, Entwickelung der Musik-Notenschrift, 54 Erlkönig-Kompositionen etc.